# Аксентијевић
Аксентијевић је српско презиме. Значајни људи са презименом су:
- Владан Аксентијевић (рођен 1977), српски музичар, познатији као Ајс Нигрутин
- Драгослав Павле Аксентијевић (рођен 1942), српски сликар, певач и диригент
- Миодраг Аксентијевић (рођен 1983), српски футсал играч
- Никола Аксентијевић (рођен 1993), српски фудбалер
- Срђан Аксентијевић (рођен 1986), турски ватерполиста